# Municipio de Shawnee (Indiana)
El municipio de Shawnee (en inglés, Shawnee Township) es una subdivisión administrativa del condado de Fountain, Indiana, Estados Unidos. Según el censo de 2020, tiene una población de 662 habitantes.

## Geografía
Está ubicado en las coordenadas 40°12′44″N 87°15′42″O / 40.21222, -87.26167. Según la Oficina del Censo de los Estados Unidos, tiene una superficie total de 90,2 km², de la cual 89,8 km² corresponden a tierra firme y 0,4 km² es agua. No contiene asentamientos incorporados. Las comunidades no incorporadas de Aylesworth y Rob Roy se encuentran a lo largo de la ruta 41 de los Estados Unidos, mientras que Fountain se encuentra en el extremo oeste, en la orilla este del río Wabash. La carretera estatal 55 comparte la ruta de la 41 de los Estados Unidos al sur desde Attica hasta llegar a Rob Roy, punto en el que la carretera estatal 55 se desvía hacia el este, mientras que la 41 de los Estados Unidos continúa hacia el sur. 

## Demografía

Mapa de Shawnee Township

Según el censo de 2020, hay 662 personas residiendo en la región. La densidad de población es de 7,4 hab./km². El 95,47 % son blancos, el 0,45 % son afroamericanos, el 0,15 % es amerindio, el 0,15 % es asiático, el 0,45 % son de otras razas y el 3,32 % son de una mezcla de razas. Del total de la población el 1,21 % son hispanos o latinos de cualquier raza.